# Magí Pontí i Ferrer
Magí Pontí i Ferrer (Manresa, 19 d'agost del 1816 - Lleida, 22 d'octubre 1881) fou un organista i compositor català del segle xix.

## Biografia

### Infantesa
Als set anys va iniciar els seus estudis musicals amb Caietà Mensa i va ingressar a la capella de música de la seu de Manresa amb nou anys. El 17 de març de 1826 va accedir a l'Escolania de Montserrat, on va estudiar amb Benet Brell i Jacint Boada. L’any 1831, amb poc mes de 15 anys, va obtindre la plaça d’organista a Sant Cugat del Vallès. Dos anys després va guanyar per oposició el càrrec d’organista a la catedral de Lleida, mantenint-lo fins a la seva mort.
Segons testimonis de l’oposició recollits pel seu nebot i biògraf I. Simon, Magí Pontí va guanyar aquesta plaça gràcies a la seva perícia com improvisador amb l'orgue. La seva destresa li va atorgar una fama vitalícia. Fins i tot Saldoni va deixar constància de la seva enorme qualitat com organista.

### Èxit i producció musical
Des de l’any 1864 va ocupar el càrrec de mestre i primer director de la banda de l’Escola de Música de la Casa Provincial de Misericòrdia de Lleida, i l’any 1871 va obtindre, a més, el magisteri de la capella de la catedral de la ciutat sense cap tipus d’oposició. Entre els seus deixebles trobem personalitats com ara Francesc Escorsell, Josep Ribera, Cosme Ribera, Josep Sorribes, Josep Campabadal i Celestino Vila.
A la festa organitzada per celebrar la incorporació del seu retrat fotogràfic a la Galeria de Manresans Il·lustres de l'Ajuntament de Manresa es van interpretar diverses de les seves composicions: una Sonata en Sol per orgue, una Simfonia, un Salve per dos orgues i un Cant a la Verge dels Dolors. Segons el seu biògraf, Magí Pontí va compondre més de dues centes obres. Del seu ampli repertori destaca la Salmòdia Orgànica amb 69 versos sobre els vuit tons. El seu arxiu particular, que conté un bon nombre de composicions pròpies, es troba a l’arxiu de la catedral de Lleida. També contenen obres seves els següents arxius: Arxiu-Museu de Santa Maria de Mataró, Arxiu Històric Comarcal de Cervera, Arxiu Històric Comarcal de Tàrrega, Arxiu Històric Comarcal d’Igualada, Museu de Vilafranca del Penedès, Arxiu de la Seu de Manresa, Arxiu Històric de la Ciutat de Manresa, Arxiu Històric de Sitges, Biblioteca de Catalunya a Barcelona, Arxiu de la Parròquia de Sant Pere de Canet de Mar, Arxiu del Monestir de Montserrat, Arxiu de l'Església Parroquial del Pi de Barcelona.
A la seva producció musical trobem misses, benedictus, rèquiems, diversos Salve Regina, completes, vespres, diverses composicions religioses amb text llatí, així com d'altres en castellà o català entre les quals destaquen els trisagis, els goigs i els rosaris. La seva obra per orgue està molt diversificada i comprèn sonates, fugues, variacions i simfonies creades per el mitjà sonor complex que és l’orgue, en comptes de ser transcripcions i adaptacions de peces originalment orquestrals. Les obres religioses amb acompanyament d’instruments de vent pertanyen en la seva majoria a la producció que va dedicar als seus deixebles de la Casa de Misericòrdia de Lleida. Va cultivar també la música de cambra i l'orquestral. La major part d'aquestes composicions es troben a l'Arxiu de la Catedral de Lleida on es conserva el que fou el seu arxiu personal de música.

## Obra

#### Misses
- Misa, 2Co, insts vnt
- Misa, 3V, insts vnt
- Misa, 3V, insts vnt
- Misa, 3V, org
- Misa, 3V, vns, fl, cl, tps, crn, bd, ac
- Misa, 4V
- Misa, 4V, ac
- Misa, 4V, ar
- Misa, 4V, ar
- Misa, 4V, cb, org
- Misa, 4V, vns, fl, cls, crn, tps, buc, cb
- Misa, 4V, vns, fl, cls, tps, crn, fsc, cb
- Misa 3r tono, 3V, org
- Misa 4º tono, 3V, org
- Misa 5º tono, 3V, org
- Misa de réquiem, 4V, vns, cb, ar (1866)
- Misa de Sto. Tomás, 4V, org (1857)

#### Oficis
- Completas, 4V, cb, org
- Vísperas, 4V, cb, org (1861)
- Vísperas, 4V, org.

#### Antífones
- Salve Regina, 3V (1865)
- Salve Regina, 2Co, 3V, cb, vc (1867)
- Salve Regina, 5V, Orq (1877)
- Salve Regina, 4V, vns, cl, fl, crn, bd, tps, cb
- Salve Regina, VV, Orq
- Salve Regina, 3V, org
- Salve Regina, 3V, insts.

#### Càntics
- Benedictus, 3V, org (1851)
- Benedictus, V, vns, crn, bd, ac
- Benedictus, V, vns, crn, bd, ac
- Benedictus, V, insts
- Benedictus, 2V, org
- Benedictus, V, vns, fl, cl, tps, crn, bd, cb
- Gradual, 2V, org
- Gradual a la Virgen, 3V (1860)
- Gradual “Timete”
- Graduales, 3V, vns, fl, bd, cb

#### Altres obres religioses en llatí
- O quam suavis, 3V, org (1858)
- Ornatam monilibus, 6V, Orq (1860)
- Beata es Virgo Maria, 6V, Orq (1862)
- Congratulamini mihi (1862)
- O vos omnes, 3V (1865)
- Te Deum, 3V, insts vnt (1867)
- Secuencia para Pascua, 4V, Orq (1875)
- Alleluya recordare, 2V, org
- Alma Redemptoris Mater, 3V, Orq
- Amavit, 3V, insts vnt
- Ave Maris Stella, 4V, vns, fl, cl, crn, tps, bd, cb
- Ave Maris Stella, 4V, org
- Ave Regina, 3V, Orq
- Beatam me dicent omnes generationes, 6V, Orq
- Invitatorio a la Virgen del Milagro de Balaguer
- Laudate Pueri Dominum, 7V, ac
- Libera me, 4V, vns, va, fl, cl, fg, crn, tps, tbns, oficleide, cb
- Motete, 4V
- Nobis datus, 4V, ac
- Quam pulchri sunt
- Regina Coeli, 3V, Co
- Responsorio del 1er Nocturno de la Inmaculada
- Responsorio 1º del 3r Nocturno para la fiesta de la Virgen
- Sanctorum meritis, 5V, ac
- Tantum ergo, 4V, org, ac

#### Goigs
- Goigs de Nostra Senyora del Roser, 4V, org (1853)
- Gozos, 3V (1864)
- Gozos a la Purísima Concepción, Orq (1869)
- Gozos a San Vicente, 4V, ac

#### Letrillas
- Letrillas de la buena muerte, 4V, org (1853)
- Letrillas para el septenario de los Dolores, Orq (1870)
- Letrillas a San José, 3V

#### Rosaris
- Rosario, 3V, insts vnt (1865)
- Rosario, 4V, ar (1865)
- Rosario, 3V, insts vnt (1866)
- Rosario, Orq (1869)
- Misterios dolorosos y gloriosos, 3V, Co
- Rosario, 4V, insts vnt
- Rosario, 4V, Orq
- Rosario, 4V, vns, fl, cls, tps, oficleide, ac
- Rosario, 4V, org
- Rosario, 4 o 5V, vns, fl, cl, crn, fsc, tps, ac
- Rosario, 4V, fg, cb, org

#### Trisagis
- Trisagio, 4V, ar (1865)
- Trisagio, 3V, insts vnt, cb (1866)
- Trisagio, 3V, insts vnt (1866)
- Trisagio, VV, Orq (1870)
- Trisagio a la Santísima Trinidad, 4V, fg, cb, org (1873)
- Trisagio de Trinidad, 4V, fg, cb, org (1873)
- Trisagio, 3V, vns, cl, fl, crn, fsc, tps, cb, ac
- Trisagio, 4V, vns, fl, cl, bd, crn, tps, ac
- Trisagio, 4V, vns, fl, cl, bd, crn, tps, ac
- Trisagio, 4V, vns, fl, cl, bd, crn, tps, ac
- Trisagio a Maria, 4V, cb, org
- Trisagio a Maria, 4V, fg, cb, org

#### Altres obres religioses en castellà i català
- Canción a la Virgen, 3V, ac (1851)
- Santa María, 3V, org (1858)
- Coro y aria para cantarlos en los exámenes de los niños de la Casa de la Misericordia (1865)
- Villancico, 3V, insts vnt (1865)
- Dos villancicos para la procesión del Corpus, 6V, fg, cb (1867)
- Ayes para la oración mental del novenario de Ánimas, 4V, org (1871)
- Cantata triunfal con música militar, 3V
- Cinc Ave Marias, 4V, cb, org
- De júbilo llena, 3V, org
- Ditxosa sou Maria, 4V, org
- Lamentos de las almas del Purgatorio, 4V, fls, cb, org
- Puig que Rosa molt suau, 3V, org
- Santo Dios, 4V, Orq
- Te adoro, 4V, ar
- Villancico a la Santísima Virgen
- Vostres goigs ab gran plaher, 4V, org

#### Obres per orgue
- Adagios
- Capricho
- Cuaderno que contiene lo que hay que tocar al órgano
- Obra miscelánea
- Oposiciones del organnista de la Sta. iglesia catedral de Lérida
- Paso o fuga (1833)
- Salmòdia (1865)
- Simfonía
- Sinfonía nº6
- Sinfonía (1827)
- Sonata
- Tema y variaciones.

#### Altres obres instrumentals
- Ofertorio, Orq
- Seis minuetos, vns, fl, cl, crn, bd, tps, cb
- Sinfonía en Re menor, fl clsfg, tps, crn, buc, vns, va, vc, b, tim
- Vals, 3vn, b
- Vals, Orq militar
- Vals dedicado a la señorita doña Conchita Vilella y Gil
- Valses

#### Altres obres
- Variaciones para los niños de la Casa de la Misericordia
- Cuadernos (segundo y tercero) de lecciones de canto, V (1853)